# Den bayerske rådsrepublik
Den bayerske rådsrepublik (Bayerische Räterepublik), også kendt som Münchens rådsrepublik (Münchner Räterepublik) var en kortvarig revolutionær oprørsregering i dele af den tyske stat Bayern.
Efter at monarkiet blev styrtet i Bayern den 7. november 1918, erklærede den tysk-jødiske socialist Kurt Eisner Bayern som «socialistrepublik» og udråbte sig selv til statsminister, men han distancerede sig fra bolsjevikkerne i Rusland og erklærede, at hans regering ville anerkende ejendomsretten. I nogle få dage var økonomen Lujo Brentano "folkekommissær for handel".
Den 21. februar 1919 skød den højreorienterede student og løjtnant grev Anton von Arco auf Valley (1897-1945) Kurt Eisner. Drabet førte til uro og lovløshed i Bayern, og nyheden om en sovjetrevolution i Ungarn opmuntrede kommunister og anarkister til at gribe magten.
Den 6. april blev «Den bayerske rådsrepublik» udråbt. I begyndelsen blev den styret af uafhængige socialister som Ernst Toller (1893-1939), Gustav Landauer (1870-1919), og anarkister som Erich Mühsam (1870-1934). Imidlertid var forfatteren Toller ingen dygtig politiker, og hans regering var ikke i stand til at genoprette ro og orden i München.
Valget af regeringsmedlemmerne var heller ikke altid lige heldig. Viceudenrigsministeren, som flere gange havde vært under psykiatrisk behandling, erklærede krig mod Schweiz, fordi Schweiz nægtede at give 60 lokomotiver til Den bayerske rådsrepublik.
Regimet kollapsede derfor i løbet af syv dage og blev erstattet af kommunister ledet af Eugen Leviné (1883-1919). Levine begyndte med kommunistreformer som ekspropriering af boliger, fabrikker og anden ejendom. Lovløshed og tyveri hærgede staten. Han planlagde at afskaffe papirpenge og reformere uddannelsessystemet, men fik aldrig tid til at virkeliggøre det.
Han afviste at samarbejde med hæren i byen og organiserede i stedet sin egen hær, den røde armé, ledet af [Rudolf Egelhofer] (1896-1919). For at beskytte revolutionen meldte tusinder af arbejdsløse sig, og hæren havde omgående 20.000 medlemmer. Rødgardisterne begynde at arrestere kendte kontrarevolutionære, og den 29. april 1919 blev 8 mænd myrdet, anklaget for at være højresidens spioner.
Kort efter, den 3. maj 1919, tog frikorpsene (som havde en styrke på 30.000 mænd) og en styrke, som kaldte sig kapitalismens hvidgardister (9.000 mænd), magten over Bayern efter bitre gadekampe, hvor 1.000 kommunister døde. Omkring 800 kommunister blev arresteret og henrettet af frikorpsene. Dette inkluderede Eugen Levine, som blev fundet skyldig i drabene på de 8 kontrarevolutionære.
- Udråbelsen af Den bayerske rådsrepublik fejres i München
- Frimærke med Ludwig 3. af Bayern (1845–1921), med stemplet „Volksstaat Bayern“
- Lastbilkonvoj med maskingeværer og revolutionære
- Maskingeværer i Münchens gader i maj 1919
- Soldater og bevæbnede civilister i München
- Et fængslet soldaterråd